# Matthias Stich (Sportschütze)
Matthias Stich (* 11. Oktober 1963 in Oldenburg (Oldb)) ist ein ehemaliger deutscher Sportschütze im Kader des Deutschen Schützenbundes.

## Karriere
Matthias Stich wurde in seiner Jugend von seinem Vater Gerhard Stich beim DSC Wanne-Eickel trainiert und nahm mit bereits 16 Jahren an deutschen Meisterehren im Luftgewehr teil.
Matthias Stich trat bei den Olympischen Spielen 1988 und 1992 in der Disziplin Luftgewehr an. Er belegte 1988 den 17. Rang und vier Jahre später den 13. Rang. 1990 wurde er Mannschafts-Weltmeister in Moskau zusammen mit Johann Riederer und Hannes Hirschvogel.